# Liberal FM
Liberal FM é uma emissora de rádio brasileira sediada em Belém, capital do estado do Pará. Opera no dial FM, na frequência 97,5 MHz, e é geradora da Rede Liberal FM, que possui emissoras próprias em Cametá, Castanhal e Soure. A emissora pertence ao Sistema Liberal de Rádio, subsidiária do Grupo Liberal que administra as emissoras de rádio do grupo. Seus estúdios estão localizados na sede do jornal O Liberal no bairro Marco, e seus transmissores estão na torre da TV Liberal, no bairro Nazaré.

## História
A emissora foi fundada em 1981 pelo Grupo Liberal, na época liderado pelo empresário Romulo Maiorana. Em 13 de março de 2009, expandiu sua programação para os municípios de Castanhal, Itaituba, Marabá e Soure, formando assim a Rede Liberal FM, que possuía inicialmente programação local entre 8h e 14h (com exceção dos domingos) e o restante retransmitido via satélite de Belém.